# Danh sách thành phố Barbados

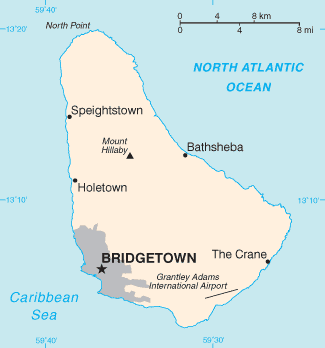
Bản đồ Barbados

Đây danh sách làng mạc thị trấn và thành phố ở Barbados.
A B C D E F G H I J K L M N O P Q R S T U V W X Y Z

## Christ Church
- Atlantic Shores
- Bannatyne
- Blue Waters
- Boarded Hall
- Briggs
- Callendar
- Cane Vale
- Chancery Lane
- Charnocks
- Clapham
- Hastings
- Maxwell
- Maxwell Hill
- Newton Terrace
- Oistins
- Scarborough
- Seawell
- Saint Lawrence
- Woman's Bay
- Worthing
- Wotton
- Yorkshire

## Saint Andrew
- Barclays Park
- Baxters
- Belleplaine
- Breedy's
- Bruce Vale
- Chalky Mount
- Cherry Tree Hill
- Greenland
- Hillaby
- Turner's Hall Woods
- White Hill

## Saint George
- Bairds
- Belair
- Brighton
- Bulkeley
- Bulkely Factory
- Campaign Castle
- Church View
- Drax Hall
- Ellerton
- Gun Hill

## Saint James
- Apes Hill
- Appleby
- Carlton
- Holetown
- Mount Standfast
- Lower Carlton
- Thorpe
- Upper Carlton

## Saint John
- Ashbury
- Bath
- Bowmanston
- Carter
- Cherry Grove
- Kendal

## Saint Joseph
- Airy Hill
- Bathsheba
- Bissex
- Blackmans
- Bonwell
- Branchbury
- Buckden House
- Canefield
- Castle Grant
- Cattlewash
- Chimborazo
- Hackleton's Cliff

## Saint Lucy
- Alexandra
- Allmans
- Animal Flower Cave
- Archers
- Babbs
- Bishops
- Blacksage Alley
- Benthams
- Bourbon
- Brome Field
- Cave Hill
- Chance Hall
- Checker Hall
- Church Hill
- Cove Bay
- Crab Hill
- Little Bay
- Nesfield
- River Bay
- Spring Hall

## Saint Michael
- Bank Hall
- Bayville
- Belfield
- Belle
- Bibbys Lane
- Black Rock
- Bridgetown (110.000) -- Thủ đô
- Brighton
- Brittons Hill
- Bush Hall
- Canewood
- Carrington
- Cave Hill
- Clermont
- Codrington
- Dayrells
- Deacons
- Deacons Farm
- Eagle Hall
- Eden Lodge
- Fairfield
- Friendship
- Friendship Terrace
- Grazettes
- Green Hill
- Haggatt Hall
- Harmony Hall
- Henrys
- Highgate
- Hothersal Turning
- Howells
- Ivy
- Jackmans
- Kew
- Lazarette
- Lodge Hill
- Lower Estate
- Mapp Hill
- Neils
- Prospect
- Rock Dundo
- Rouen
- Spring Garden
- Station Hill
- St Barnabas
- Two Mile Hill
- Upton
- Wanstead
- Warrens
- Waterford
- Whitehall
- Wildey

## Saint Peter
- Alleynedale
- Ashton Hall
- Bakers
- Battleys
- Black Bess
- Boscobelle
- Castle
- Diamond Corner
- Farley Hill
- French Village
- Gibbes
- Haymans
- Indian Ground
- Mile and a Quarter
- Mullins Terrace
- Portland
- Road View
- Rose Hill
- Six Mens
- The Whim
- Speightstown (3.600)

## Saint Philip
- Bayfield
- Bayleys
- Bel Air
- Bentleys
- Blades
- Blades Hill
- Brereton
- Bushy Park
- Carrington
- Church Village
- Four Roads
- Marchfield
- Saint Martins
- Six Cross Roads
- Ragged Point
- Sunbury
- The Crane
- Three Houses
- Woodbourne
- Workhall

## Saint Thomas
- Allen View
- Applewhaites
- Arch Hall
- Arthurs Seat
- Bagatelle
- Bennetts
- Bloomsbury
- Blowers
- Bridgefield
- Carrington
- Chapman
- Christie
- Welchman Hall